# جوليا أفيتا ماميا
جوليا أفيتا ماميا (بالإغريقية: Ιουλία Αβίτα Μαμαία)‏ امرأة عَرَبِيَّةْ شَريفة مِنَ أَشْراف وأُمَراء حِمْص، إبنَةُ جُوليا مِيسا زَوجَةُ الأمير يُوليُوسْ أفيتُوس أليكسيَانُوس [الإنجليزية] الحمصي وَأمُّ الإمْبَرَاطُور مَارْكُوسْ ألِكْسَنْدَر أَغُسْطُس، وَكَانَت الوَصِيَّة عَلى عَرْشِ رُوْمَة حِينَمَا كَانَ ابنُهَا مَارْكُوس لا يَزَالُ غُلام، والحَاكِمَ الفِعّلي لِلْبلادِ في عَهْدِه، وارتبطت بالأُسْرَةِ السڤرِيّة مِنْ خِلالِ زَوْجهَا.

## نسبها وحياتها
هِيَ ابْنَةُ النَبيلِ السُّوريّ غَايُوس يُوليُوسْ أَفيتُوس أليكسيَانُوس [الإنجليزية]، وَجُوليَا مِيسَا، الامْرَأةُ الرُّومَانِيَةُ القَّوِيَةُ ذَاتِ الأُصُولِ السُّوريَّةِ؛ وَكَذَلِكَ ابنَة أُخْتِ الإمْبَرَاطُورَة جُوليا دُومْنَا، زَوْجَة الإمْبَرَاطُور لُوشْيُوسْ سِيبْتِمُوسْ سِيفيرُوسْ، وَشَقِيقَة جُوليا سُؤامْيَاس. وُلِدَتْ وَتَرَعْرَعَتْ فِي إمِيسَا (حِمْصْ حَديثًا، سُوريا).
كَانَ زَوْجُ جُوليا الأوَل المُتوَفَّى قُنْصُلًا سَابقًا (غَيْر معروف الاسم). وَتَزَوَّجَتْ عَقِبَهُ مِنْ الحَاكِمِ الرُّومَانِيّ البَديلِ السُّوريّ مَاركُوس يُوليُوس جيسْيُوس مَارْشيَانُوس [الإنجليزية] وَأَنْجَبَتْ مِنْهُ إبْنَتَهَا ثِيُوكِليَا [الإنجليزية] وإبْنَهَا مَارْكُوسْ يُوليُوس جيسْيُوس بَاسْيَانُوس أليكسَيَانُوس [الإنجليزية]، وَالذي أصْبَحَ بدَوْرِه الإمْبَرَاطُور مَارْكُوسْ ألِكْسَنْدَر أَغُسْطُس. وَمِنَ المُرَجَّحَ أنَْ لهَا وَلدَا بكْرًا اسْمُهُ مَارْكُوس يُوليُوس جيسْيُوس بَاسْيَانُوس [الإنجليزية].
وَعَلى النَّقيضِ مِنْ شَقيقَتِهَا، وُصِفَتْ جُوليَا بأنَّهَا فَاضِلَةٌ وَيُقَال أنَّهَا لَمْ تَتَوَرَّطْ قَطْ فِي أيَّةِ أفْعَالٍ مُشِينَة. صَبَّتْ جُوليا جُلَّ اهْتِمَامِهَا في تَعْليمِ ابنِهَا ألكسندر، وَالذي أَعَدَتْهُ بصُورَةٍ مُلائِمَةٍ ليُصْبَحَ إمْبَرَاطُورًا على رُومَا. وَاسْتَمَعَ ألكْسَندر بدَوْرِهِ لنَصَائِحَ وَالدَتِهِ وَنَفَّذَ كُل تَعْليمَاتِهَا.

## الوصاية على عرش ألكسندر
كَانَتْ جُوليَا أفيتا مَاميَا وَبصِفَتِهَا أّحّدّ أَفْرادِ العَائِلَة الإمْبَرَاطُوريَّة الرُّومَانيَّة، تُرَاقِبُ وَعَنْ كَثَبٍ وَفَاة ابنِ عَمِّهَا كَارَاكَالا وَصُعُودِ ابنِ أخْتِهَا إيل جبل حَفيدٍ جُوليَا مِيسَا والتي اخْتَارَتْهُ لتَوَلّي العَرْشْ. وَفِي نِهَايَة الأمْرِ أثْبَتَ كُلٌّ مِنْ إيْل جَبَل وَأُمِّه جُوليا سُؤامْيَاس عَدَمَ جَدَارَتِهِمْ في تَوَلِّي السُّلْطَةِ، وَكَانَ ذلك بمَثَابَةِ نِعْمَةٍ نَزَلَتْ عَلَى ألكْسَنْدَر ابْنِ جُوليَا أفيتا مَامْيا. وَذَلكَ حينَمَا تَوَلَّى العَرْشَ عَام 222م بَعْدَ مقتل إيْل جَبَل عَلى يَدِ الحَرَسِ البريتُورِيّ أي الإمْبَرَاطُوريّ، وَأصْبَحَتْ جُوليا وَوَالِدَتُهَا الوَصِيتَينِ باسْم ألكْسَنْدَر، الذي كَانَ يَبْلُغ مِنَ العُمرِ آنذاك أرْبَعَةَ عَشَرَ عَامًا فقط. وَلَمْ يَتَمَكَّن أبدًا مِنَ الإفْلاتِ مِنْ هِيمِنِتِها الأُمُومِيَّة، وَحَكَمَتْ جُوليَا فِي بدَايَة هَذِهِ الفَتْرَة بشَكْلٍ فَعَّالٍ للغَايَة، وَأَلْغَتْ جَمِيْعَ سِيَاسَاتِ إيْل جَبَل التي اعْتُبرَت مُشِينَةً آنذاك -حَيْثُ أجْبَرَ العَديدَ مِنَ القَادَة الرُّوْمَان عَلى عِبَادَتِهِ-، واتَّخَذَتْ لَهَا سِتَّة عَشَر مِنَ الأعْضَاءِ البَارِزِينَ فِي مَجْلِسِ الشُّيوخِ كَمُسْتَشَارينَ وَاعْتَمَدَتْ كَذَلِك عَلى المُحَامِي السُّوريّ الشَّهيرِ أولبيان اعْتِمَادًا كَبيرًا، ونصبته رَئيسَا لِلْحَرَسِ البْرِيتُورِيّ، وَالذي لَمْ يَتَمَكَّنْ مِنَ السَّيْطَرَة عَلى رِجَالِهِ، حَيثُ قُتِلَ لاحِقًا عَلَى أيِْدِيهِم عَام 228م. وَعِنْدَ بُلُوغِهَ سِنَّ الرُشْدِ، أَكَّدَ ألكْسَنْدَر تَقْديرَه لِوَالِدَتِهِ وَأَطْلَقَ عَليْهَا لَقَبَ الشَريْكَةِ الإمْبَرَاطُورِيَّة، ذَلِكَ اللَّقُبُ الذي سَمَحَ لهَا بمُرَافَقَةِ ابْنِهَا فِي حَمَلاتِه؛ اتِّبَاعًا للتَقْليدِ الذي أَسَّسَتْهُ خَالَتُهَا جُوليَا دُومْنَا.
وَبَعْدَ حِيْنٍ، تَبَدَّلَتْ حَالُ جُوليَا أفيتا مَامْيَا، وَسَيْطَرَتْ عَلَيهَا الغِيرَةُ مِنْ زَوْجَة ابنِهَا،باريبيا أوربيانا وَاسْمُهَا الكَامِلُ هُو-غناء سييا هيرينيا سالوستيا باربيا أوربيانا-، التي تَزَوَّجَهَا ألكْسَنْدَر فِي عَام 225م، وَأَصْبَحَ وَالِدُهَا بعدئذٍ قَيْصَرًا -حَاِكِمًا مُشَارِكُا بمَعْنَى آَخَرَ-. طَرَدَتْ جُوليَا زَوْجَةَ ابْنِهَا مِنَ القَصْرِ المَلَكِيّ وَأَعْدَمَت وَالِدَهَا وَأرْسَلَتْ فِي طَلَبِ أوْرِيجَانُوسْ، أحَدُ أبرَزِ آبَاءِ الكَنِيسَةِ المَسِيحِيَّة الأوَائِلِ، ليُعَلِّمَهَا تَعَاليمَ العَقيدَة المَسِيحِيَّة.

## وفاتها
ذَهَبَتْ جُوليَا برِفْقَةِ ابْنِهَا ألكْسَنْدَر بَعْدَ حَمْلَةٍ غَيْرِ حَاسِمَةٍ لصَدِّ غَزْوِ الفُرْسِ عَامَ 232، وَاتَّجَهَتْ شِمَالًا للتعامل مَعَ هُجُومٍ جِرْمَانِيّ. حَيْثُ حَوَّلَ ألكْسَنْدَر نَظَرَهُ عَنْ جَحَافِلِ الرَّايْن لافْتِقَارِهِ إلى البَرَاعَةِ العَسْكَرِيَّة وَعَدَمِ مُرُونَتِهِ تُجَاهَ دَفْعِ الأَمْوَالِ لِقُوَّاتِهِ لِدَرَجَةِ أنَّ الأخِيرَة (القوات) وَأَعْلَنُوا تَنْصِيبَ مَاكْسِيمِينُوسْ التَرَاقِي إمْبَرَاطُورًا عَامَ 235م. وَأُرْسِلَتْ حِينَهَا قُوَّةٌ عَسْكَرِيَّةٌ لِقَتْلِ ألكْسَنْدَر حَيْثُ أُمْسِكَ بهِ دَاخِلَ خَيْمَةٍ مُتَشَبثا بوَالِدَتِهِ وَذُبحَ الاثْنَانَ مَعًا، وَانْتَهَت بذَلِكَ الأُسْرَةُ السفرية.